# دائرة بوسعادة
دائرة بوسعادة هي إحدى دوائر ولاية المسيلة الجزائرية.

## البلديات
تضمن دائرة بوسعادة 3 بلديات، هي:
- بوسعادة
- الهامل
- أولتام

## المدارس
- «الزاوية القاسمية» (الهامل).

## شخصيات
- محمد بن أبي القاسم الهاملي
- زينب القاسمي
- محمد مأمون القاسمي
- محمد قاسمي (كاتب جزائري)